# うまい棒
うまい棒（うまいぼう）は、リスカが製造し、やおきんが販売している棒状のコーンパフスナック菓子。1979年7月の発売以来、42年間は標準小売価格は1本10円（消費税込）を維持してきたが、原材料高騰のため2022年4月出荷分から12円に値上げされた。原材料費全般の高騰などにより、2024年10月1日出荷分から税抜標準小売価格を1本15円とする。
定番のフレーバー（味）にとどまらず、流行を取り入れた味や奇抜な味での商品展開が長年支持されており、これまでに累計60種類以上が発売された。値段も安価なことから子供や若者を中心に絶大な人気があり、新商品や企画が様々なメディアに取り上げられるなど、日本の駄菓子の代表格として君臨している。
その人気により、やおきん公認の派生した展開も行われており、うまい棒をモチーフにしたリップクリームや入浴剤、キャラクターを使用した文房具やグッズ、「パチスロうまい棒」などが発売されている。
先行商品である平型のコーンパフスナック「うまいうまいバー」の改良品であり、名称は明治乳業が1979年3月に販売開始した棒アイス「うまか棒」に便乗したものである。
うまい棒の販売開始当時、製造を行っていた武藤則夫は個人事業主であったが、後に法人化してリスカを創業した。

## 生産・販売
販売開始から10円で製造されてきたが、これは製造元が武藤の個人事業、中小企業、中堅企業と会社規模を拡大したことによる量産効果と、大手が扱わない生産効率が悪い商品に特化したためであり、過度なコストカットなどの企業努力によるものではないという。
原材料費の価格変動に合わせその長さは常に予告なく変更されている。中央を貫く穴は、スナック菓子としての強度を上げ輸送中に製品が崩れることを防ぐと同時に、見た目の容量アップと、中まで均一に熱を通すことで食感を良くするために空けられている。
内容量は種類によって異なる。2005年から内容量が公開され、2007年秋まで内容量7〜9gであった。原料費高騰による影響のため、2010年1月時点では内容量5〜6gとなっている。原料価格高騰に伴い、2022年4月出荷分より価格が12円になることが2022年1月に報じられ、同月27日に本商品を発売して以来、初めての価格改定を行うことを正式発表した。なお2008年には武藤がコストカットが限界に達したことをインタビューで答えている。
一部のコンビニや業務用スーパーでは、30個入りの袋も売られている。日本国外でも発売が行われており、台湾（現地名：同じ）や韓国（現地名：「うまい棒」または「우마이봉」）にてコンビニエンスストアを中心に販売されている。価格は台湾が5元（台湾ドル）、韓国が300ウォン。
姉妹品として、リング状にした袋スナック「うまい輪」が存在し、フレーバーはめんたい味、牛タン塩味、チーズ味、たこ焼き味、やさいサラダ味、オニオンサラダ味、黒糖リングとなっている。うまい棒全般はリスカが製造していることもあって、パッケージにリスカのマークが入っているものもある。「うまい棒キャンディ」という飴バージョンも発売していた。

## キャラクター
パッケージには2頭身で丸い頭のキャラクターが描かれている。名前は長らく設定されておらず、「うまえもん」「ドヤエモン」「うまいBOY」などの愛称で呼ばれていた。1978年9月13日生まれ、天秤座のA型で、遠い宇宙のとある星からやってきた異星人とされている。また、10年に1歳年をとり、趣味はコスプレとされている。
2017年、このキャラクターの名称が公式に「うまえもん」に定まると同時に、その妹キャラとして「うまみちゃん」が誕生した。
伊集院光は、TBSラジオ『伊集院光のUP'S 深夜の馬鹿力』の企画（1999年8月23日放送分）のため生産工場を訪れた際に、キャラクターとドラえもんとの関連について質問したが、回答は濁されたと報告した。なお放送では“うまいもん”と呼称していた。後日、しつこく訊き過ぎたため担当者にキレられたと語っている。TBSテレビ『がっちりマンデー!!』の取材を受けたやおきん社長は「ドラえもんのパクリではないか?」という質問にたじろいでいた。この件については2021年4月26日放送分の月曜から夜ふかしでも触れられており、見た目とうまえもんという名前について「それはどうなんだ？」と広報担当者は突っ込まれていた。
漫画『カオスだもんね!』では、うまい棒の開発者である常務に製作秘話などを取材したものの、キャラクターについては触れなかった。これについて、作者の水口幸広はあとがきで「21世紀の現在で10円という価格で販売され続けているのは企業努力の結晶。それを知ったがゆえにあの微妙なキャラクターについて触れることができなかったことを読者にお詫びしたい」と述べている。
このキャラクターのぬいぐるみがアミューズからプライズとして発売されている。その際の商品名は「うまい棒のゆかいな仲間たち」となっている。
うまい棒の前身商品である「うまいうまいバー」（1979年終売）の時代に既にパッケージに登場しているが、「うまいうまいバー」の詳細に関する情報が既にやおきん社内に残っていないため、キャラクター誕生の経緯も不明となっている。

## ノベルティ・コラボレーション
オリジナルの外装パッケージが製作可能であるため、各社のグッズやノベルティ用途（非売品）としても作成されている。うまい棒大感謝祭でも堀江貴文がオン・ザ・エッヂ時代にプロモーションツールとしてオリジナルのうまい棒を制作したというエピソードが報告されている。オリジナル味の企画も一応可能ではあるが開発に長期間掛かることなどから、通常は既存の味が使用されている。
2001年に、エニックス（現スクウェア・エニックス）から発売された『スターオーシャン ブルースフィア』において、「マスターシェフ」コマンドで作成できる作中のアイテムとして「うまいぼう」5種が登場した。以降、スターオーシャンシリーズの各作品で回復アイテムとして登場している。また、エニックスは2000年にうまい棒の公式ホームページを制作しており、この際に行った投票企画を元に「エビマヨネーズ味」のフレーバーが生まれている。
2002年には、初めてノベルティにうまい棒自体が使用され、「Yahoo!BB無料体験キャンペーン」の一環でYahoo!BB仕様のうまい棒が登場し、以後は各方面でキャラクターが活用している。2003年にはLindowsによってノベルティが製作されており、このうまい棒が初のイラスト入りノベルティだった。
2006年に、オンラインゲーム『ホーリービースト』とのタイアップが期間限定で行われた。キャラクター（「うまえもん」名義）もインゲームに登場し、特定の手順を踏むことでインゲームアイテムとしてうまい棒を入手できた。
2007年8月にアミューズメント専用品として「ガチャピン」と「ムック」の描かれたうまい棒が登場。
2008年にプロ野球球団とコラボレーションした「タイガースうまい棒」「ジャイアンツうまい棒」が発売。キャラクターは使用されていないが、現役投手がパッケージに採用され、これが好評につき毎年シーズン限定で様々な球団のパッケージが販売されるようになった。現在では中日ドラゴンズ、阪神タイガース、読売ジャイアンツ、日本ハムファイターズ、福岡ソフトバンクホークス、横浜DeNAベイスターズ、東北楽天ゴールデンイーグルス、広島カープの計8球団のうまい棒が製作され、球団のマスコットキャラクターのパッケージやユニフォーム姿のうまい棒のキャラクターも起用されている。
2008年に発売されたゲーム『流星のロックマン3』の作中ではオリジナル「流星のうまい棒」が登場（未商品化）。
2009年2月にはうまい棒のキャラクターを使用したパチスロ『うまい棒V』がエマから発売されている。
2010年11月よりアミューズメント専用品として『ハローキティと一緒』の描かれたうまい棒が登場。
ナムコのアミューズメントスポットナムコ・ナンジャタウンや同社直営のゲームセンターではコラボした景品として投入されている。2011年2月4日に『マクロスF』 が初登場し、同年10月7日には『侵略!イカ娘』、2012年3月3日『輪るピングドラム』、同年5月26日『化物語』『偽物語』、同年10月5日『魔法少女まどか☆マギカ』、2013年8月8日『とある科学の超電磁砲S』、同年10月25日『劇場版 魔法少女まどか☆マギカ[新編]叛逆の物語』、2014年2月8日『〈物語〉シリーズ セカンドシーズン』、2014年11月21日『劇場版 進撃の巨人 前編〜紅蓮の弓矢〜』、2015年3月20日『ソードアート・オンライン』といった話題作とタイアップしたものが出回った。
2012年2月28日、キャラクターを使用したスマートフォン用のアプリが登場している。ジグノシステムジャパンによるアプリで名称は「うまい棒をつくろう!」。うまい棒の種を畑にまき栽培、出荷を行うというもので本来の精製の方法よりも簡単にデジタル上にうまい棒を作り楽しむことができる。当初の種類はレアなものも合わせて36種類用意され、収穫したうまい棒のデータは「うまい棒図鑑」に記録されいつでも閲覧が可能である。配信直後より人気を集め、その日のうちに、無料アプリダウンロードランキングで1位を獲得。配信から6日間連続で1位を獲得したこともある。
2014年3月20日にはニンテンドー3DS用ソフト「ヒーローバンク」とのコラボレーションが行われ、作中のアイテムショップで入手できた。
2014年にはセガのプライズとしてオンラインゲーム『艦隊これくしょん -艦これ-』とのコラボが予定され、ワンダーフェスティバル2014夏のセガブースや、2014年8月23日より一部のセガゲームセンター店舗で先行配布された。
セガネットワークスでは2014年9月17日より『チェインクロニクル〜絆の新大陸〜』の『ぷよぷよ!!クエスト』のアイテム用シリアルコードシールがついたオリジナルうまい棒が、プライズとして登場した。
2015年3月にはバンプレストのプライズとしてテレビアニメ『黒子のバスケ』とのコラボが行われ、全国のゲームセンター店舗に登場した。
2017年、ニコラス・ケイジ主演映画『オレの獲物はビンラディン』の前売り特典としてニコラス・ケイジの顔写真をパッケージに使用した「特製うまい棒“ニコラスティック”」が配布される予定だったが、肖像権の許諾がとれていなかったことを映画配給会社トランスフォーマーが発表し配布中止となった。
2020年10月31日に、Jリーグ・鹿島アントラーズとコラボし、「アントラーズホームタウンうまい棒」を鹿島アントラーズオフィシャルショップクラブハウス店やそのホームである茨城県内のスーパー、コンビニなどで一般販売を行なった。また、一般販売に先駆けて、同24日に県立カシマサッカースタジアムで行われたJリーグ第24節・対サンフレッチェ広島戦で先行販売を行なった。
2021年には、株式会社アムテックス（平和の関連会社）より、パチンコ『Pうまい棒4500から10500V1』、パチスロ『Sうまい棒M7』が発売されている。
2025年3月、現代美術家の松山智一とのコラボが行われ、同月8日から開催の松山の個展において、10万円（税別）の「げんだいびじゅつ味」を50本の数量限定で発売することを発表。販売開始当日に完売した。

## イベント
2009年には、発売30周年と、キャラクターの誕生日を記念し、ファンイベント「うまい棒大感謝祭」2009が開催された。当イベントはファンによるうまい棒ファンのためのイベントとしてゲストも招かれたが、開催した「うまい棒実行委員会」には株式会社やおきんは一切関与していない。同イベントでは、リアル「うまえもん」達（着ぐるみ「うまえもんズ」）が登場して誕生日会が行われた。
2019年、発売40周年記念企画として次の『謎のキャンペーン』を開始。
『12種類集めて当てる！』
やおきんが発売するうまい棒14種、プレミアム3種、その他期間限定、地域限定、コラボ企画の中から12種類の味部分を切り取って応募すると、抽選で錦糸町をうまい棒の世界にしたレジャーシートが当たる。
『はずれてもさらに！BIGなダブルチャンスあり！』『集めて当たる！』の抽選にはずれても応募用紙のクイズに答えておくと抽選で40周年限定うまい棒抱き枕が当たる。さらに抽選で、500円玉で2000万円相当が貯まるうまえもん貯金箱が当たる。

## 種類（味）
最もコストのかかる商品は、製造過程で唯一、二度の味付けが必要な「たこ焼き味」。

### レギュラー
- とんかつソース味
  - 1979年7月発売[33]。当初は「ソース味」で、1994年より現行の名前となる[34]。
- サラミ味
  - 1979年7月発売[33]。
- やさいサラダ味
  - 1980年発売[35]。当初は「サラダ味」。
- チーズ味
  - 1980年発売[33]。
- テリヤキバーガー味
  - 1980年発売[33]。当初は「バーガー味」で、1994年より現行の名前となる[34]。
- めんたい味
  - 1982年発売[35]。実は原材料に辛子明太子は使われておらず、赤ピーマンがフレーバーの一つとなっている。後述の辛子めんたいこ味とは別物。
- チョコレート味
  - 1982年発売[36]。他の種類より細めで、外側にチョコレートがコーティングされている。但しコーティングが溶けやすいので夏季（6月〜8月）は販売されない。
- たこ焼き味
  - 1987年発売[35]。製造過程で二度味付けをしているため、他の種と比較すると食感がやや硬い。
- コーンポタージュ味
  - 1992年発売[35]。
  - ナゴヤドームなどでは、箱入りでドアラの写真がデザインに使われているものが販売されている。パチンコ店チェーン「オータ」の各店で、オータのロゴ入りのオリジナルの包みのものが景品として扱われている。
- なっとう味
  - 1993年発売。2012年12月3日再々々発売。過去2回再生産され、3回製造を中止した（1993年、1996年-1999年、2003年-2008年[37]）。
- エビマヨネーズ味
  - 2001年5月発売[38]。エニックスのウェブサイト上に作られたうまい棒のオフィシャルサイトでの投票の結果作られた。
- 牛タン塩味
  - 2007年5月発売[38]。
- シュガーラスク味
  - 2013年1月11日発売。ラスクの食感を出すために、棒状のうまい棒では唯一中心の穴が空いていない。ただし代わりに小さな穴が4つ空いている。
- プレミアムうまい棒明太子味
  - 2014年4月1日発売。1袋10本入り200円での販売だが、個別でバーコードもついておりバラ売りも可能。平べったく、中央の穴が小さい。そのため、中まで詰まった感じになっており食べやすい。また、通常のうまい棒より若干長い。明太子パウダー使用。
- プレミアムうまい棒モッツアレラ&カマンベール味
  - 2014年4月1日発売。こちらも上記のプレミアム明太子味と形状は同一。モッツァレラチーズ&カマンベールチーズ使用。
- やきとり味
  - 2015年1月28日発売。
- プレミアムうまい棒わさびソースの和風ステーキ味
  - 2015年6月17日発売。
- のり塩味
  - 2020年7月下旬発売

### 限定味
- レモンスカッシュ味（夏季限定）
- ちまき味（端午の節句頃限定）

#### 地域限定味
- きりたんぽスナック（秋田県限定）
- もんじゃ焼味（東京限定）
- ハニーうまい棒 蒲焼き味（静岡県限定）
- お好み焼味（関西限定）
- 辛子めんたいこ味（九州・山口県西部限定）
- うまい棒キャンディあずきミルク味、焼とうもろこし味、いちごミルク味、コーヒー牛乳味、ブルーベリーアイス味、マンゴー味、パイナップル味（沖縄県限定）
- いぎなり!!うまい棒 牛タン塩味（東北地方限定）
- うまい棒 牛タン塩味 肉の万世（店舗配布用で一般販売は無し）
- さとうきび味（沖縄県限定）
- シナモンアップルパイ味（東京限定）

### コラボ企画
2019年2月にパズルRPG『パズル&ドラゴンズ』とコラボレーションして、発売された。2020年6月には、プレミアムうまい棒ドラゴンビスク味が発売された。
- パズドラコラボ ドラゴン味
- プレミアムうまい棒ドラゴンビスク味

2021年8月、日清食品の「カップヌードル」発売50周年記念にあたり、同社とコラボレーションして「カップヌードル味」を開発し、カップヌードル購入者にプレゼントする企画が行われた。以下の8種が提供された。
- うまい棒 カップヌードル味
- うまい棒 シーフードヌードル味
- うまい棒 カップヌードル カレー味
- うまい棒 チリトマトヌードル味
- うまい棒 カップヌードル 欧風チーズカレー味
- うまい棒 カップヌードル しお味
- うまい棒 カップヌードル みそ味
- うまい棒 カップヌードル 旨辛豚骨味

### 販売終了
- カレー味（初代フレーバー）
  - 1979年7月発売、1980年に販売終了[39]。
- キャラメル味
  - 1982年発売[39]。その後は一旦販売終了となり、1995年に復活。1998年に販売終了[34]。その後、再復活するが2005年に販売終了。2006年にクリーム入りで新発売[40]。
- カニシューマイ味
  - 1982年発売、同年中に販売終了[39]。2005年に限定復刻[40]。
- アメリカンホットドッグ味
  - 1982年発売、同年中に販売終了[39]
- マリンビーフ味（イカとビーフ味）
  - 1982年発売、同年中に販売終了[39]。生地にイカの粉が練り込まれた。
- ギョ!the味（餃子味）
  - 1983年発売[39]、1987年に販売終了[41]。2005年に限定復刻[40]。
- ロブスター味
  - 1987年発売、同年中に販売終了[41]
- チョコピー味（チョコレートとピーナッツ味）
  - 1987年発売、同年中に販売終了[41]。パッケージにはチョコレート菓子と表示された。
- オムライス味
  - 1989年発売、1年で販売終了[41]。
- カニチャンコ味
  - 1989年発売、1年で販売終了[41]。
- 梅おにぎり味
  - 1989年発売、1年で販売終了[41]。2005年に限定復刻[40]。
- カニ味
  - 1989年発売、1年で販売終了[41]
- デラックスうまい棒 めんたい味
- デラックスうまい棒 チーズ味
- デラックスうまい棒 カニ味
- デラックスうまい棒 テリヤキビーフ味
- デラックスうまい棒 ホルモン味
- デラックスうまい棒 抹茶クリーム味
- デラックスうまい棒 デラックスチョコクリーム味
- デラックスうまい棒 キャラメルクリーム味
  - 1989年発売。デラックスシリーズは20円での販売で長さは約2倍、どの味にも中心の穴にクリームが入っていた。
- 豆リカン味（エンドウ風味）
  - 1993年発売、1年余りで販売終了[41]。当時、ビーノ（東ハト）などエンドウ豆味のスナックが流行していた。
- ちょいからパンチ味
  - 1994年発売、1年で販売終了[34]。
- ココア味
  - 1996年発売[34]。2005年に販売終了。2006年にクリーム入りで新発売[40]。
- 元祖さすがたこ焼き味
- かばやき味
  - 2000年発売、2005年に販売終了[42]。
- さきいか味
  - 2000年発売、マニアックすぎたため1年で発売終了[43]。2005年に限定復刻[40]。
- チキンカレー味
  - 2000年3月発売[35]。 2020年7月生産終了。
- ぶたキムチ味
  - 2007年4月発売[38]。黒糖味と同様、2014年版カタログから消え販売終了。
- オニオンサラダ味
  - 2009年7月発売[38]。
- マーボー味
  - 2009年発売[40]。
- 黒糖味
  - 2011年11月2日発売。他のうまい棒より一回り小さい。やおきんの2014年版カタログから消え、販売終了。
- ピザ味
  - 2011年4月発売[38]。初め1982年に発売され、1986年に発売終了[39]。1995年に復活し、2001年に再度発売終了[42]。2005年に限定復刻[40]。2018年3月生産終了。
- かぼちゃコーンポタージュ味
  - 熊本県産「万次郎かぼちゃ」を使用。2017年に熊本地震復興支援として期間限定発売され、売上の一部が寄付された[44]。

#### 限定復刻版
2005年夏にセブン-イレブンにて先行発売されたもので、5種×各3本の計15本のセットで販売された。
- ピザ味
- さきいか味
- ギョッ!the味
- カニシューマイ味
- 梅おにぎり味

2023年4月からチキンカレー味から変えて限定復刻。
- スパイシービーフカレー味

#### 復刻版
- たこ焼き味
  - 2008年9月15日にやおきん公式サイトで先行発売し、その後、順次発売された。同年6月に発生した工場火災事故（後述）の影響で、他の種より手の込んだ製造工程を要するたこ焼き味の生産が出来なくなり他の製造ラインを用い代役として発売された。前述のたこ焼き味よりも色が薄く、パウダーがまぶしてあるだけのため、軟らかく酸味がやや強い。

## 関連楽曲
『うまい棒のうた』
作詞：架神恭介+うまい棒祭り実行委員 / 作曲：THE SHINNO! / 歌：やおきんトリオ
2007年開催の「うまい棒祭り」テーマ曲。非売品CDが制作された。
『うまい棒のうた』
作詞・作曲：THE SHINNO! / 歌：ザ・コングリッツ
2011年11月11日発表。非売品CDが制作されたほか、2013年10月現在、やおきんの公式サイトからも楽曲の一部が試聴可能。
この他、ロックバンド・打首獄門同好会が「デリシャスティック」という終始うまい棒のことを歌う楽曲を制作しており、ライブでも開演前に来場客にうまい棒を配るパフォーマンスを行っている。ただし、当楽曲について、公式からの正式なアナウンスなどはない。

## 関連商品
- お菓子なパズル うまい棒 - ハナヤマから発売。パッケージを模したパズル。
- うまい棒にょっきりストラップ - 2005年・バンダイ
- うまい棒ラッピング都営バス - 2007年・トミカ第478弾
- うまい棒入浴剤 - 2007年・バンダイ
- おかしなうまい棒 スティックパーティー - 2011年12月・タカラトミーアーツより
- おかしなうまい棒 ワイルドパーティー - 2012年6月・タカラトミーアーツより
- パチンコ Pうまい棒4500から10500V1（アムテックス） - 2021年10月 稼働開始
- パチスロ Sうまい棒M7（アムテックス） - 2021年12月 稼働開始
- パチンコ Pうまい棒2おかわりちょちょちょうだ〜いV3(アムテックス） - 2025年3月 稼働開始

## 類似品
- 「酢漬けイカ」のよっちゃん食品工業が類似品として「うまい象」という駄菓子を販売していた。パッケージは少年が手乗りサイズの象を、象の鼻をつまんで持ち上げて一口で食べるというデザインだった。更に同様のコンセプトで「ポッキリコン」と云う商品も存在した。パッケージに書かれたキャッチフレーズは「まねはされてもまねはしない」及び「やっちゃんの新発明」だった。
- ニッポー株式会社の製造する「もろこし棒」は、コーンスナックとしての外観がそっくりである。また、パッケージのデザインも似ている。
- ニッポー株式会社の製造する「大人の極（きわみ）プレミアムスティック」は、「梅」「ペッパーベーコン」「モッツァレラチーズ」の3種類があり、お酒を飲むシーンに合うものはできないかということから企画された。形状はプレミアムうまい棒とよく似ている。同じコンセプトの後続商品に「大人のプラチナスティック」もあり、いずれも1本30円である。
- 「まずい棒」は銚子電気鉄道が販売している類似のスナック菓子。前述のニッポー株式会社が製造しており[48]、パッケージには「マズいです！経営状況が…」というコピーが印刷されている。販売前にやおきんと話し合いが行われ、お互いに関知しないことで合意している[49]。
- 株式会社グッディの「おいしい棒」はその名前の通り、パッケージのデザインから味までそっくりである。原産国は中華人民共和国。
- 東鳩東京製菓（当時）からも1980年代前半に「百点満点」という商品が10本入り100円で販売されていた。こちらは短命に終わっている。

## 事故
2008年6月27日14時15分頃、茨城県常総市鴻野山にある、主にうまい棒たこ焼味を製造していたリスカ株式会社の製造第3課工場の大乾燥機から出火し、工場が全焼した。工場内のうまい棒を乾かす大乾燥機から煙が出ているのを従業員が発見し119番通報したが工場内の製造機がほとんど焼失し、菓子の原料となるトウモロコシや食用油なども燃えてしまった。事件当時、工場内には20人ほど従業員がいたが無事避難したため怪我人は出なかった。